# محيي الدين باشترك
محيي الدين باشترك (بالتركية: Muhittin Baştürk)‏ (بالألمانية: Muhittin Bastürk)‏ هو لاعب كرة قدم تركي وألماني في مركز الوسط، ولد في 3 يناير 1991 في نوينكيرشن في ألمانيا. شارك مع منتخب ألمانيا تحت 17 سنة لكرة القدم ومنتخب ألمانيا تحت 18 سنة لكرة القدم. أما مع النوادي، فقد لعب مع بوروسيا مونشنغلادباخ.

## وصلات خارجية
- محيي الدين باشترك على موقع الاتحاد الأوربي (الإنجليزية)
- محيي الدين باشترك على موقع اتحاد تركيا (لاعب) (الإنجليزية)
- محيي الدين باشترك على موقع قاعدة بيانات كرة القدم.إي يو (الإنجليزية)
- محيي الدين باشترك على موقع Soccerway.com (الإنجليزية)
- محيي الدين باشترك على موقع عالم كرة القدم.نت (الإنجليزية)